# Dzięcioł łuskowany
Dzięcioł łuskowany (Celeus undatus grammicus) – kompleks podgatunków średniej wielkości ptaka z rodziny dzięciołowatych (Picidae), dawniej klasyfikowany jako osobny gatunek, obecnie włączany do dzięcioła tygrysiego (C. undatus). Podgatunki te występują w Ameryce Południowej, głównie w Amazonii.

## Systematyka
Takson ten po raz pierwszy zgodnie z zasadami nazewnictwa binominalnego opisali Johann Natterer i Alfred Malherbe, nadając mu nazwę Picus grammicus. Opis ukazał się w 1845 roku na łamach „Mémoires de la Société royale des sciences de Liège”. Jako miejsce typowe autorzy wskazali Brazylię, bez konkretnej lokalizacji. Elsie Naumburg uściśliła, że chodziło o Marabitanas w górnym biegu Rio Negro. Gatunek przeniesiono później do rodzaju Celeus. Badania wykazały, że dzięcioł łuskowany jest blisko spokrewniony z dzięciołem tygrysim (C. undatus). W 2018 roku, w oparciu o badania molekularne i analizę upierzenia, zasugerowano, by połączyć te dwa taksony w jeden gatunek – C. undatus (starsza nazwa ma priorytet). To ujęcie systematyczne w ciągu kilku kolejnych lat przyjęto na wszystkich wiodących listach ptaków świata.
W obrębie kompleksu wyróżnia się cztery podgatunki:
- C. u. grammicus (Natterer & Malherbe, 1845)
- C. u. verreauxii (Malherbe, 1858)
- C. u. subcervinus Todd, 1937
- C. u. latifasciatus Seilern, 1934

Proponowany podgatunek undulatus, opisany znad rzeki Mocho w południowo-środkowej Wenezueli, zsynonimizowano z C. u. grammicus.

### Etymologia
- Celeus: gr. κελεος keleos „zielony dzięcioł”[12]
- grammicus: łac. grammicus „prążkowany”, od gr. γραμμικος grammikos „liniowy”, od γραμμη grammē „linia”, od γραφω graphō „pisać”[13].

## Morfologia
Niewielki dzięcioł o krótkim dziobie, dosyć wąskim u nasady, od zielonkawego do żółtozielonego lub w kolorze kości słoniowej. Tęczówki czerwone, wokół oka naga, szara skóra. Nogi silne, ciemnozielonawoszare do szarych. Pióra głowy tworzą charakterystyczny czub. Głowa w kolorze kasztanowym lub ciemnokasztanowym z niewielkimi ciemniejszymi smugami. Samce mają ciemnoczerwoną plamę na pasku policzkowym i części policzka, która nie występuje u samic. Na bokach szyi pojawiają się delikatne czarne prążki, które poszerzają się w dolnych częściach ciała. Górne pokrywy skrzydeł kasztanowe z czarnymi prążkami. Kuper blady, zielonkawo-żółty, górna część ogona rdzawokasztanowata, ogon brązowoczarny ze sterówkami o kasztanowatych obrzeżach. Podgatunek C. u. latifasciatus jest zdecydowanie jaśniejszy. Górne części ciała mają odcień bladocynamonowy z żółtymi lub płowożółtymi nasadami piór, kuper bardzo blady, wyraźniejsze prążkowanie. C. u. subcervinus ma kuper i boki bardziej cynamonowe, bez żółtego odcienia.
Długość ciała 23–26 cm, masa ciała C. u. grammicus 63–75 g, C. u. verreauxii 77–82 g, C. u. latifasciatus 75–87 g.

## Zasięg występowania
Dzięcioł łuskowany występuje w północno-środkowej części Ameryki Południowej. Zamieszkuje tereny od poziomu 100 do 900 m n.p.m., lokalnie do 1140 m n.p.m. Jest ptakiem osiadłym.
Poszczególne podgatunki występują:
- C. u. grammicus – od południowo-wschodniej Kolumbii i południowej Wenezueli na południe po północno-wschodnie i wschodnie Peru oraz zachodnią Brazylię (na wschód po dolny bieg Rio Negro i rzekę Purus), ponadto izolowana populacja występuje w Gujanie Francuskiej,
- C. u. verreauxii – od południowej i środkowej Kolumbii (od zachodniej części departamentu Putumayo do departamentu Meta) do wschodniego Ekwadoru,
- C. u. subcervinus – w Brazylii na południe od Amazonki – od rzeki Purus na wschód do dolnego biegu rzeki Tapajós oraz na południe po północne Mato Grosso,
- C. u. latifasciatus – w południowo-wschodnim Peru, południowo-zachodniej Brazylii oraz północnej Boliwii (departament Beni).

## Ekologia
Jego głównym habitatem są lasy deszczowe. Pojawia się także w lasach wtórnych oraz na terenach bardziej otwartych – na skrajach lasów oraz sawannach z rozrzuconymi drzewami. Czasami występuje w niewielkich grupach 3–4 osobników, prawdopodobnie grupach rodzinnych, często dołącza do stad mieszanych. Żeruje w strefie środkowej i koronach drzew. Odżywia się głównie mrówkami i owocami.

### Rozmnażanie
Okres lęgowy w Wenezueli trwa od lutego do kwietnia, a w Brazylii prawdopodobnie nieco później. Brak dalszych informacji na ten temat.

## Status
W Czerwonej księdze gatunków zagrożonych IUCN dzięcioł łuskowany od 2019 roku nie jest osobno klasyfikowany, gdyż włączono go do Celeus undatus, który uznawany jest za gatunek najmniejszej troski (LC, Least Concern). Dzięciołom tym zagraża utrata siedlisk wskutek wylesiania.